# Geest

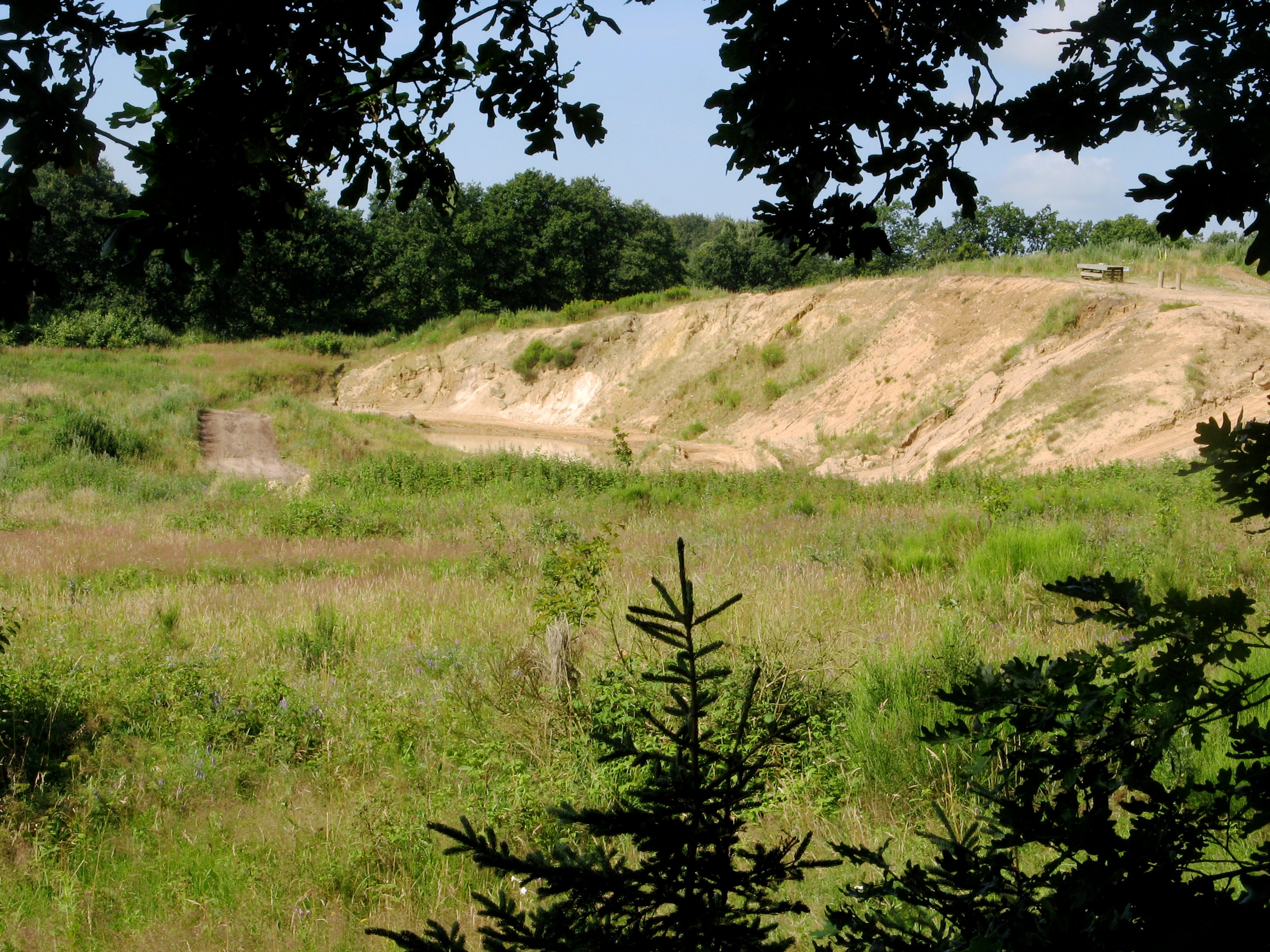
Geestlandskap vid Itzehoe i norra Tyskland.

Geest är en landskapstyp i Nordtyskland, Nederländerna och Danmark som har uppstått genom sandavlagringar i samband med istiderna. Till skillnad från marskland är geestlandskapet något högre beläget och därmed torrare. Ordet geest kommer från lågtyskans gest (torr, ofruktbar). 
Jorden i geestlandskapet är ofta sandig och mindre bördig än i marsklandet. Inom jordbruket odlas framför allt potatis i denna landskapstyp. I skogsmiljö växer framför allt tall. 
I Nordtyskland blev geestlandskapet tidigare bebyggt än marsklandet eftersom stormfloder inte fick samma svåra följder i denna landskapstyp. Gränsen mellan marsklandet och geestlandskapet utgör därför även en kulturhistorisk gräns. Ända in på 1900-talet fanns tydliga kulturella skillnader mellan dessa landskapstyper i Nordtyskland.